# Thomas Schleid
Thomas Schleid (* 13. Dezember 1957 in Kaichen, Niddatal) ist ein deutscher Chemiker. Er ist Professor für Anorganische Chemie an der Universität Stuttgart und seit 2021 Vorsitzender der Deutschen Gesellschaft für Kristallographie.

## Leben
Ab 1977 studierte er Chemie an der Justus-Liebig-Universität Gießen, welche er mit einer Diplomarbeit bei Gerd Meyer 1985 abschloss. 1988 schloss er seine Dissertation zum Thema „Metallothermische Reduktion von Chloriden und Bromiden der Lanthanoide“ unter Betreuung von Gerd Meyer in Gießen ab. Von 1988 bis 1993 habilitierte er zum Thema „Zur Kristallchemie von Selten-Erd-Sesquisulfiden und ihren Derivaten“ und wurde anschließend zum Oberassistent am Institut für Anorganische Chemie der Universität Hannover ernannt. 1994 folgte die Berufung und Ernennung zum Universitätsprofessor für Anorganische Chemie an der Albert-Ludwigs-Universität Freiburg i.Br. 1996 folgte ein Wechsel an die Universität Stuttgart, an welcher er heute noch unterrichtet und forscht. 1999 wurde Schleid zum Geschäftsführenden Direktor des Instituts für Anorganische Chemie der Universität Stuttgart ernannt. Seit 2021 ist er Vorsitzender der Deutschen Gesellschaft für Kristallographie. Er organisierte die Vortragstagung der GDCh-Fachgruppe Chemieunterricht auf dem GDCh-Wissenschaftsforum 2013.

## Ehrungen und Mitgliedschaften
- 2014: Verleihung des Terrae-Rarae-Preises 2014[4][5].
- Seit 2013: Bundesvorsitzender der Fachgruppe „Chemieunterricht“ der Gesellschaft Deutscher Chemiker[6].
- Seit 2021: Vorsitzender der Deutschen Gesellschaft für Kristallographie.
- Die Ausgabe 23 des Jahres 2017 der Zeitschrift für anorganische und allgemeine Chemie wurde Thomas Schleid zum 60. Geburtstag gewidmet.[7][8].
- Die Ausgabe 23 des Jahres 2022 der Zeitschrift für anorganische und allgemeine Chemie wurde Thomas Schleid zum 65. Geburtstag gewidmet.[9][10].
- 2024: Verleihung des al-Chwarizmi-Preises in Teheran für Grundlagenforschung und Spezialgruppe für chemische Technologien mit dem Plan der Synthese und Untersuchung chemischer Eigenschaften und Anwendung einzigartiger Verbindungen, die Seltenerdelemente, Lithium und Bor enthalten.[11]

## Forschung
Seine Forschungsschwerpunkte sind die Synthese und Strukturaufklärung von Seltenerdmetall-Verbindungen wie Nitridchalkogenide und -halogenide, Seltenerdmetall-Verbindungen mit komplexen Chalkogeno- (Oxo-, Thio-, Seleno-, Telluro-) Anionen (z. B. Borate, Silicate, Phosphate, Tantalate etc.) und deren anionische und kationische Derivate. Außerdem beschäftigt er sich mit den Oxoarsenate, Selenate und Tellurate der Seltenerdmetalle. Diese Verbindungen werden in seinem Arbeitskreis auf Lumineszenzverhalten, Magnetismus oder auch druck- und temperaturinduzierten Phasenumwandlungen untersucht. Thomas Schleid betreute ungefähr 50 Doktorarbeiten und veröffentlichte zusammen mit anderen Autoren über 800 Publikationen.